# Matthias Schürg
Johann Matthias Schürg (* 7. Dezember 1805 in Zinhain im Westerwaldkreis; † 16. Januar 1890 ebenda) war ein deutscher Bürgermeister und Mitglied der Landstände des Herzogtums Nassau.

## Leben
Matthias Schürg wurde als Sohn des Bürgermeisters und Landwirt Johann Christian Schürg (1781–1852) und dessen Ehefrau Anna Elisabeth Schell (1781–1815) geboren. Er erlernte den Beruf des Wagners und wurde in seinem Heimatort Bürgermeister. Am 7. März 1850 erhielt er als Nachfolger von Johann Heinrich Krämer, der sein Mandat niedergelegt hatte, einen Sitz in der Ständeversammlung des Herzogtums Nassau, die von 1848 an – anders als ihre Vorgänger – aus einer Kammer bestand. Er blieb bis 1851 in dem Parlament und wurde 1885 als Vertreter für Wilhelm Baldus Mitglied des Wiesbadener Kommunallandtags.